# Lucaya bigelowi
Lucaya bigelowi is een garnalensoort uit de familie van de Disciadidae. De wetenschappelijke naam van de soort is voor het eerst geldig gepubliceerd in 1939 door Chace.